# Гінріх-Оскар Бернбек
Гінріх-Оскар Бернбек (нім. Hinrich-Oscar Bernbeck; 5 липня 1914, Родінг — 9 жовтня 1982, Гамбург) — німецький офіцер-підводник, капітан-лейтенант крігсмаріне.

## Біографія
8 квітня 1934 року вступив в рейхсмаріне. З травня 1938 по березень 1940 року служив на борту плавучої бази підводних човнів «Саар». В липні 1940 року перейшов у підводний флот. З серпня 1940 року — 1-й вахтовий офіцер підводного човна U-43, на якому здійснив 2 походи. З 3 лютого по 8 грудня 1941 року — командир U-4, з 30 січня по 21 квітня 1942 року — U-461, з 30 квітня по 8 грудня 1942 року (з перервою в травні-червні) — UD-4, з 9 грудня 1942 по 31 березня 1943 року — U-638, на якому здійснив 1 похід (56 днів у морі).
7 березня 1943 року сильно пошкодив британський тепловий танкер Empire Light водотоннажністю 6537 тонн, навантажений баластом; 45 з 50 членів екіпажу загинули. Вцілілі 5 членів екіпажу покинули танкер, а 12 березня він був «добитий» U-468 під командуванням Клеменса Шамонга.
31 березня Бернбек здав командування човном і до кінця війни служив на штабних посадах в 9-ї флотилії підводних човнів. Після війни працював вчителем в Кілі.

## Звання
- Кандидат в офіцери (8 квітня 1934)
- Фенріх-цур-зее (1 липня 1935)
- Оберфенріх-цур-зее (1 січня 1937)
- Лейтенант-цур-зее (1 червня 1937)
- Оберлейтенант-цур-зее (1 квітня 1939)
- Капітан-лейтенант (1 квітня 1942)

## Нагороди
- Медаль «За вислугу років у Вермахті» 4-го класу (4 роки)
- Залізний хрест 2-го класу (20 грудня 1940)
- Нагрудний знак підводника (2 липня 1941)